# Barkentin

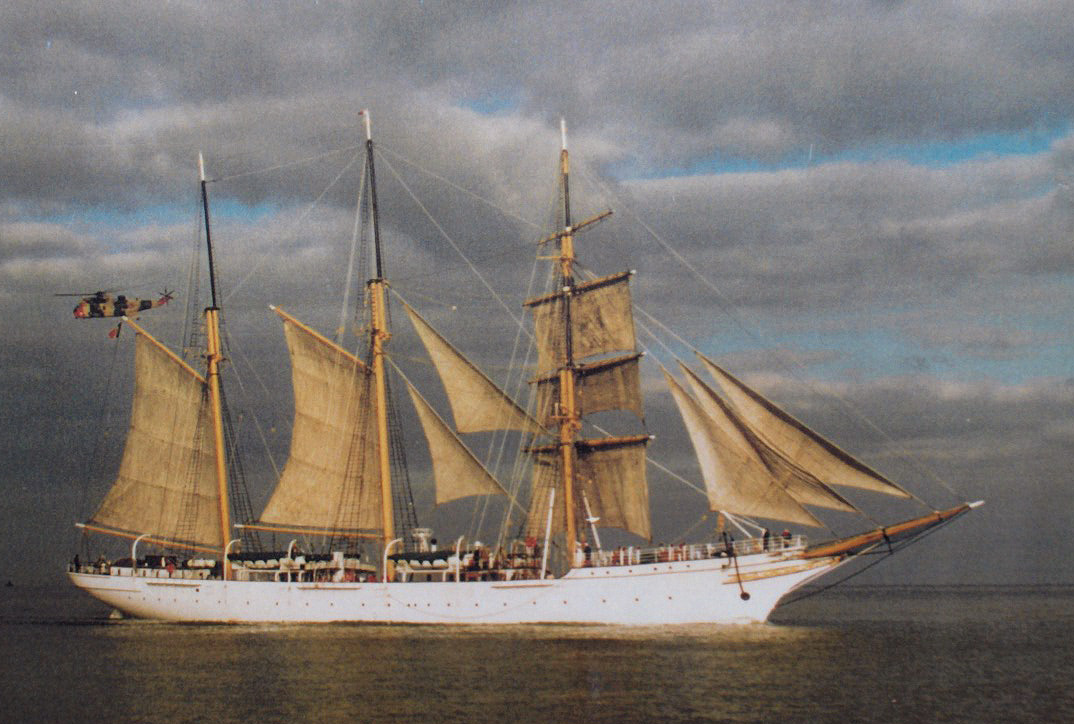
Belgiska barkentinen Mercator, här utan toppsegel

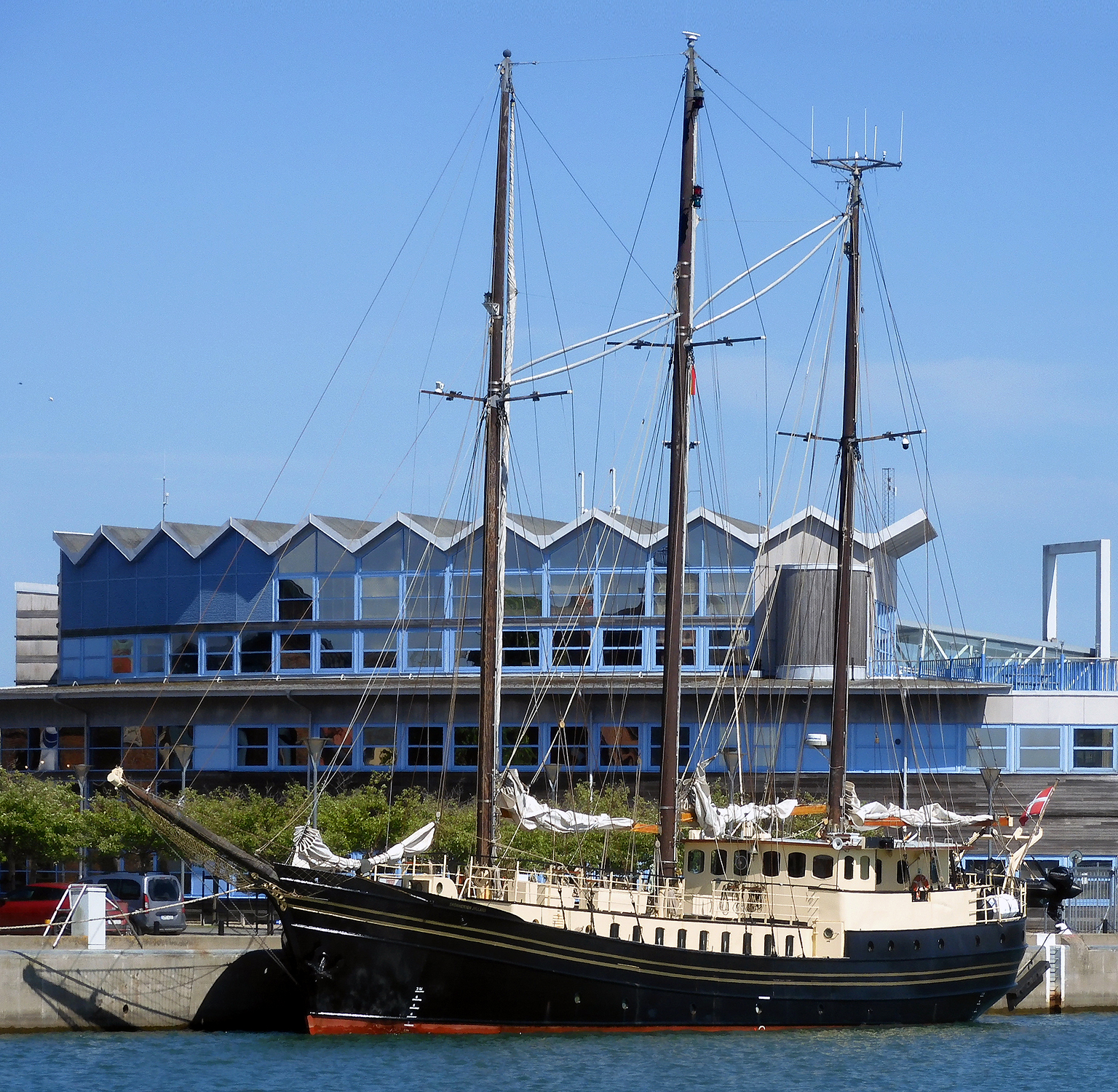
Den danska Skonnerten Jylland ligger i Ystads hamn 26 maj 2025.

Barkentin, eller Skonertskepp avser ett åtminstone tremastat fartyg som för råsegel på fockmasten och gaffelsegel på de andra masterna.
Barkentiner var vanliga kring sekelskiftet 1900 och senare, då de var billigare att rigga än barkskepp (med råsegel också på stormasten), men ändå i viss mån förenade barkskeppets goda egenskaper i medvind med skonarens bättre kryssningsegenskaper.
Termen skonertskepp är litet problematisk, då den kan syfta på andra riggtyper, t.ex. slättoppad skonare.